# Alternative TV
Alternative TV (ATV) – brytyjski zespół muzyczny, grający muzykę punk rockową i post punkową, założony przez Marka Perry'ego wiosną 1977 w Nottingham.
Oprócz Perry’ego w pierwszym składzie zespołu grali Alex Fergusson, Micky Smith i John Towe. Od jesieni 1977 formację tworzyli także m.in. Kim Turner, Dennis Burns i Chris Bennet, a w kolejnych latach grupa wielokrotnie zmieniała skład. W ostatnim składzie Alternative TV występowali: Mark Perry, Kevin Mann, Lee McFadden i Steve Carter.
Do najbardziej znanych utworów zespołu należy „Action Time Vision”.

## Wybrana dyskografia
- 1978: The Image Has Cracked (LP)
- 1978: What You See Is What You Are (LP)
- 1978: Vibing Up The Senile Man (Part One) (LP)
- 1979: Live At The Rat Club '77 (LP)
- 1980: Action Time Vision (LP)
- 1980: Scars On Sunday
- 1980: An Ye As Well
- 1981: Strange Kicks (LP)
- 1987: Peep Show (LP)
- 1989: Splitting In 2 – Selected Viewing (LP)
- 1990: Dragon Love (LP)
- 1993: Live 1978 (CD)
- 1994: The Image Has Cracked – The Alternative TV Collection (CD)
- 1994: My Life As A Child Star (CD)
- 1995: The Radio Sessions (CD)
- 1996: The Industrial Sessions 1977 (CD)
- 1996: Vibing Up The Senile Man – The Second Alternative TV Collection (CD, kompilacja)
- 1998: Punk Life (CD)
- 2009: Black and White: Live (CD)